# Grigori Michailowitsch Pasko

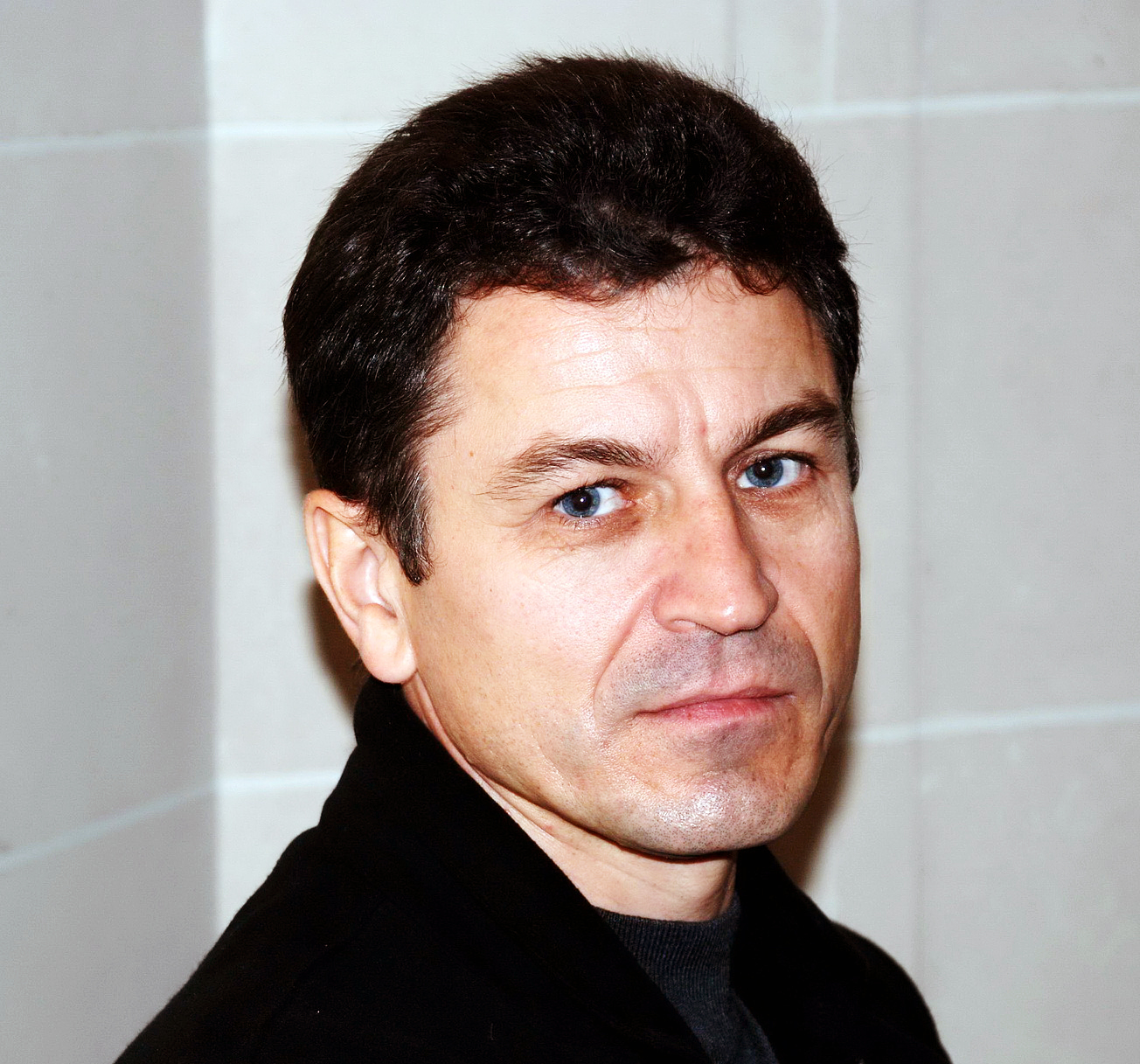
Grigori Pasko

Grigori Michailowitsch Pasko (russisch Григорий Михайлович Пасько, wiss. Transliteration Grigorij Michajlovič Pas'ko; * 19. Mai 1962 in Kreschtschenowka in der Oblast Cherson, Sowjetunion) ist ein russischer Journalist und Herausgeber eines Umweltmagazins.

## Leben
Pasko ist Sohn eines Dorflehrers. Er absolvierte 1983 die journalistische Fakultät der Militärhochschule in Lemberg und beendete 1993 eine Ausbildung zum Redakteur an einer russischen Militäruniversität. Seine berufliche Laufbahn in der russischen Armee begann er als Korrespondent. 1983 wurde er Mitglied der KPdSU, von 1983 bis 1997 war er Redakteur der Zeitung Kampfwacht (russisch: Боевая вахта), einer Publikation der im Stillen Ozean stationierten Flotte.

### Verurteilung
Im November 1997 wurde Pasko verhaftet und der Spionage angeklagt, nachdem er Artikel zu Umweltproblemen in der japanischen Presse veröffentlicht und die Verklappung von Atommüll durch ein russisches Militärschiff ins japanische Meer gefilmt hatte. Dafür wurde er im Juli 1999 zu einer dreijährigen Haft wegen Amtsmissbrauchs verurteilt. Bei einer Amnestie wurde er auf freien Fuß gesetzt. Im Juni 2001 hob Russlands Oberstes Militärgericht dieses Urteil auf und setzte eine Neuverhandlung des Falles an. Im darauf folgenden Monat wurde Pasko aus der Armee entlassen und arbeitete als Redakteur der Nowaja gaseta. Im Dezember 2001 wurde er zu einer vierjährigen Haft wegen Landesverrats unter Aberkennung des militärischen Ranges und der Orden verurteilt. 2003 wurde er aus der Haft entlassen.

### Publizist
Pasko ist Mitglied des russischen P.E.N.-Zentrums und lebt in Moskau. Er schrieb zwei Bücher über seine Haftzeit und das russische Justizsystem. Artikel von ihm werden auf der Homepage von Robert R. Amsterdam, dem internationalen Anwalt von Michail Chodorkowski, veröffentlicht. Sie behandeln vor allem das russische Staatssystem sowie die Ostsee-Pipeline. Von letzterer handelt auch sein erster Film (2009).
Aufgrund einer schweren haftbedingten Erkrankung wurde Pasko 2008 in Deutschland behandelt, Reporter ohne Grenzen sammelte dafür Spenden.

## Ehrungen
Pasko erhielt 1989 die Medaille 1. Grades für Ausgezeichnete Führung im Militärdienst (russisch: За отличие в воинской службе). Die Organisation Reporter ohne Grenzen zeichnete Pasko 2002 mit ihrem Menschenrechtspreis aus. Im gleichen Jahr bekam Pasko den Preis für die Freiheit und Zukunft der Medien der Medienstiftung der Sparkasse Leipzig für seine Berichterstattung über die illegale Atommüll-Beseitigung durch die russische Armee.
2007 erhielt er den Sonderpreis zum Erich-Maria-Remarque-Friedenspreis für sein Gefängnistagebuch Die rote Zone.

## Werke
- Die rote Zone – ein Gefängnistagebuch, Wallstein Verlag, Göttingen 2006
- Honigkuchen – eine Anleitung zum Überleben hinter Gittern. Wallstein Verlag, Göttingen 2006
- Buried At Sea, Film über die Nord-Stream-Pipeline, 2009[4]
- Warum schreibt ihr nicht, was ich sehe? In: Berliner Zeitung, 20. August 2007; Interview mit Grigori Pasko über die Abhängigkeit und Käuflichkeit der Presse unter Putin